# Hetereleotris psammophila
Hetereleotris psammophila is een straalvinnige vissensoort uit de familie van de grondels (Gobiidae). De wetenschappelijke naam van de soort is voor het eerst geldig gepubliceerd in 2014 door Kovačić en Bogorodsky.